# Banda (Ethnie in Zentralafrika)
Die Banda sind ein Volk der Zentralafrikanischen Republik mit Minderheiten im Kongo sowie in Kamerun.
Sie sprechen eine Niger-Kongo-Sprache der Adamaua-Ubangi-Sprachgruppe, die mit den benachbarten Sprachen Baya und Ngbandi verwandt ist. Es gab zur Wende zum 21. Jahrhundert etwa 1,3 Millionen Banda. Die Banda haben ein patrilineares Erbrecht und leben unter der lokalen Herrschaft eines Vorsitzenden. Ländliche Banda bauen Mais, Kassawa, Erdnüsse, Süßkartoffeln und Tabak an. Männer jagen und fischen, während Frauen Wildfrüchte und kultivierbare Anbaupflanzen sammeln. Banda-Handwerker produzieren Schnitzhölzer für Rituale und Nutzwerkzeuge; sie sind bekannt für ihre großen, in Tierform geschnitzten Schlitztrommeln. Die polyphone Musik der Dialektgruppe Banda Linda wurden international durch den Musikethnologen Simha Arom bekannt gemacht.
Bevor sie in Kontakt mit den europäischen Eroberern traten, lebten sie unabhängig; sie wählten Kriegsherren nur in Krisenzeiten, nach Kriegsende wurden diese Krieger wieder entmachtet.